# هنگزایتی
هنگزایتی، که کوتاه شدهٔ حالت تهوع اضطرابی است، اصطلاح عامیانه‌ای است که به اضطرابی اشاره دارد که برخی افراد در حین حالت تهوع پس از مصرف الکل تجربه می‌کنند. این حالت احساس نگرانی، استرس و ناراحتی را توصیف می‌کند که می‌تواند همراه با علائم جسمی حالت تهوع مانند سردرد، تهوع و خستگی رخ دهد. هنگزایتی حدود ۱۲٪ از افراد را تحت تأثیر قرار می‌دهد.
علت هنگزایتی هنوز شناسایی نشده است.
هنگزایتی می‌تواند به اشکال مختلفی بروز کند، مانند افکار سریع، احساس ترس، افزایش ضربان قلب یا احساس گناه و پشیمانی دربارهٔ اقداماتی که در حین مصرف الکل انجام شده است. این حالت می‌تواند توسط هر کسی که الکل مصرف می‌کند تجربه شود، اما افرادی که دارای اختلالات اضطرابی یا شرایط نامساعد روانی هستند ممکن است بیشتر در معرض این پدیده قرار گیرند.